# Canton de Gimone-Arrats
Le canton de Gimone-Arrats est une circonscription électorale française du département du Gers créée par le décret du 26 février 2014 et entrée en vigueur lors des premières élections départementales suivant la publication du décret.

## Histoire
Un nouveau découpage territorial du Gers entre en vigueur à l'occasion des élections départementales de 2015. Il est défini par le décret du 26 février 2014, en application des lois du 17 mai 2013 (loi organique 2013-402 et loi 2013-403). Les conseillers départementaux sont, à compter de ces élections, élus au scrutin majoritaire binominal mixte. Les électeurs de chaque canton élisent au Conseil départemental, nouvelle appellation du Conseil général, deux membres de sexe différent, qui se présentent en binôme de candidats. Les conseillers départementaux sont élus pour 6 ans au scrutin binominal majoritaire à deux tours, l'accès au second tour nécessitant 12,5 % des inscrits au 1er tour. En outre la totalité des conseillers départementaux est renouvelée. Ce nouveau mode de scrutin nécessite un redécoupage des cantons dont le nombre est divisé par deux avec arrondi à l'unité impaire supérieure si ce nombre n'est pas entier impair, assorti de conditions de seuils minimaux. Dans le Gers, le nombre de cantons passe ainsi de 31 à 17.
Le canton de Gimone-Arrats est formé de communes des anciens cantons de Cologne (13 communes), de Mauvezin (15 communes), de L'Isle-Jourdain (3 communes) et de Gimont (5 communes). Avec ce redécoupage administratif, le territoire du canton s'affranchit des limites d'arrondissements, avec 21 communes incluses dans l'arrondissement de Auch et 15 dans l'arrondissement de Condom à sa création. Le bureau centralisateur est situé à Gimont.

## Représentation
| Période élective | Période élective | Mandat | Mandat   | Identité               | Nuance | Nuance | Qualité |
| ---------------- | ---------------- | ------ | -------- | ---------------------- | ------ | ------ | --- |
| 2015             | 2021             | 2015   | 2021     | Philippe Dupouy        |        | PS     | employé de banque, ancien vice-président du conseil général du Gers et maire de Touget 4ème Vice-Président du Conseil départemental Ancien conseiller général du canton de Cologne, suppléant de la députée Gisèle Biémouret (2012-2022) |
| 2015             | 2021             | 2015   | 2021     | Hélène Rozis Le Breton |        | PS     | enseignante spécialisée, domiciliée à Gimont Adjointe au maire de Gimont depuis 2020 |
| 2021             | 2028             | 2021   | en cours | Philippe Dupouy        |        | PS     | employé de banque, Président du conseil départemental depuis janvier 2022, maire de Touget (2001-2022) |
| 2021             | 2028             | 2021   | en cours | Hélène Rozis Le Breton |        | PS     | enseignante spécialisée, adjointe au maire de Gimont |

### Résultats détaillés

#### Élections de mars 2015
À l'issue du 1er tour des élections départementales de 2015, deux binômes sont en ballottage : Philippe Dupouy et Hélène Rozis Le Breton (PS, 34,43 %) et Jean-Luc Silheres et Sylvie Varin (Union du Centre, 33,69 %). Le taux de participation est de 57,68 % (5 889 votants sur 10 209 inscrits) contre 60,11 % au niveau départemental et 50,17 % au niveau national.
Au second tour, Philippe Dupouy et Hélène Rozis Le Breton (PS) sont élus avec 53,8 % des suffrages exprimés et un taux de participation de 58,59 % (2 934 voix pour 5 983 votants et 10 211 inscrits).

#### Élections de juin 2021
Le premier tour des élections départementales de 2021 est marqué par un très faible taux de participation (33,26 % au niveau national). Dans le canton de Gimone-Arrats, ce taux de participation est de 43,97 % (4 676 votants sur 10 634 inscrits) contre 44,9 % au niveau départemental. À l'issue de ce premier tour,  le binôme constitué de Philippe Dupouy et Hélène Rozis Le Breton (DVG, 65,04 %), est élu avec 65,04 % des suffrages exprimés,.

## Composition
Le canton de Gimone-Arrats comprend trente-six communes entières.
| Nom                            | Code Insee | Intercommunalité              | Superficie (km2) | Population (dernière pop. légale) | Densité (hab./km2) | Modifier                                    |
| ------------------------------ | ---------- | ----------------------------- | ---------------- | --------------------------------- | ------------------ | ------------------------------------------- |
| Gimont (bureau centralisateur) | 32147      | CC des Coteaux Arrats Gimone  | 27,58            | 3 110 (2022)                      | 113                | modifier les données · modifier les données |
| Ardizas                        | 32007      | CC Bastides de Lomagne        | 8,52             | 219 (2022)                        | 26                 | modifier les données · modifier les données |
| Avensac                        | 32021      | CC Bastides de Lomagne        | 4,80             | 73 (2022)                         | 15                 | modifier les données · modifier les données |
| Bajonnette                     | 32026      | CC Bastides de Lomagne        | 7,48             | 108 (2022)                        | 14                 | modifier les données · modifier les données |
| Beaupuy                        | 32038      | CC de la Gascogne Toulousaine | 6,54             | 212 (2022)                        | 32                 | modifier les données · modifier les données |
| Catonvielle                    | 32092      | CC Bastides de Lomagne        | 3,07             | 105 (2022)                        | 34                 | modifier les données · modifier les données |
| Cologne                        | 32106      | CC Bastides de Lomagne        | 6,52             | 920 (2022)                        | 141                | modifier les données · modifier les données |
| Encausse                       | 32120      | CC Bastides de Lomagne        | 15,65            | 444 (2022)                        | 28                 | modifier les données · modifier les données |
| Escornebœuf                    | 32123      | CC des Coteaux Arrats Gimone  | 25,45            | 570 (2022)                        | 22                 | modifier les données · modifier les données |
| Giscaro                        | 32148      | CC des Coteaux Arrats Gimone  | 5,40             | 91 (2022)                         | 17                 | modifier les données · modifier les données |
| Homps                          | 32154      | CC Bastides de Lomagne        | 9,24             | 111 (2022)                        | 12                 | modifier les données · modifier les données |
| Labrihe                        | 32173      | CC Bastides de Lomagne        | 9,44             | 213 (2022)                        | 23                 | modifier les données · modifier les données |
| Mansempuy                      | 32229      | CC Bastides de Lomagne        | 6,33             | 58 (2022)                         | 9,2                | modifier les données · modifier les données |
| Maravat                        | 32232      | CC Bastides de Lomagne        | 6,46             | 46 (2022)                         | 7,1                | modifier les données · modifier les données |
| Maurens                        | 32247      | CC des Coteaux Arrats Gimone  | 13,03            | 302 (2022)                        | 23                 | modifier les données · modifier les données |
| Mauvezin                       | 32249      | CC Bastides de Lomagne        | 32,18            | 2 275 (2022)                      | 71                 | modifier les données · modifier les données |
| Monbrun                        | 32262      | CC Bastides de Lomagne        | 10,80            | 405 (2022)                        | 38                 | modifier les données · modifier les données |
| Monfort                        | 32269      | CC Bastides de Lomagne        | 22,49            | 513 (2022)                        | 23                 | modifier les données · modifier les données |
| Razengues                      | 32339      | CC de la Gascogne Toulousaine | 4,35             | 250 (2022)                        | 57                 | modifier les données · modifier les données |
| Roquelaure-Saint-Aubin         | 32349      | CC Bastides de Lomagne        | 4,21             | 95 (2022)                         | 23                 | modifier les données · modifier les données |
| Saint-Antonin                  | 32359      | CC Bastides de Lomagne        | 11,19            | 155 (2022)                        | 14                 | modifier les données · modifier les données |
| Saint-Brès                     | 32366      | CC Bastides de Lomagne        | 5,89             | 71 (2022)                         | 12                 | modifier les données · modifier les données |
| Saint-Cricq                    | 32372      | CC Bastides de Lomagne        | 3,01             | 290 (2022)                        | 96                 | modifier les données · modifier les données |
| Saint-Georges                  | 32377      | CC Bastides de Lomagne        | 15,82            | 195 (2022)                        | 12                 | modifier les données · modifier les données |
| Saint-Germier                  | 32379      | CC Bastides de Lomagne        | 7,05             | 216 (2022)                        | 31                 | modifier les données · modifier les données |
| Saint-Orens                    | 32399      | CC Bastides de Lomagne        | 4,34             | 80 (2022)                         | 18                 | modifier les données · modifier les données |
| Saint-Sauvy                    | 32406      | CC des Coteaux Arrats Gimone  | 17,58            | 353 (2022)                        | 20                 | modifier les données · modifier les données |
| Sainte-Anne                    | 32357      | CC Bastides de Lomagne        | 6,74             | 125 (2022)                        | 19                 | modifier les données · modifier les données |
| Sainte-Gemme                   | 32376      | CC Bastides de Lomagne        | 10,22            | 118 (2022)                        | 12                 | modifier les données · modifier les données |
| Sainte-Marie                   | 32388      | CC des Coteaux Arrats Gimone  | 22,45            | 391 (2022)                        | 17                 | modifier les données · modifier les données |
| Sarrant                        | 32416      | CC Bastides de Lomagne        | 19,81            | 361 (2022)                        | 18                 | modifier les données · modifier les données |
| Sérempuy                       | 32431      | CC Bastides de Lomagne        | 3,27             | 42 (2022)                         | 13                 | modifier les données · modifier les données |
| Sirac                          | 32435      | CC Bastides de Lomagne        | 8,00             | 162 (2022)                        | 20                 | modifier les données · modifier les données |
| Solomiac                       | 32436      | CC Bastides de Lomagne        | 13,80            | 499 (2022)                        | 36                 | modifier les données · modifier les données |
| Thoux                          | 32444      | CC Bastides de Lomagne        | 6,12             | 261 (2022)                        | 43                 | modifier les données · modifier les données |
| Touget                         | 32448      | CC Bastides de Lomagne        | 17,72            | 501 (2022)                        | 28                 | modifier les données · modifier les données |
| Canton de Gimone-Arrats        | 3211       |                               | 402,55           | 13 940 (2022)                     | 35                 | modifier les données                        |

## Démographie
En 2022, le canton comptait 13 940 habitants, en évolution de +2,36 % par rapport à 2016 (Gers : +1,04 %, France hors Mayotte : +2,11 %).
| 2013   | 2018   | 2022   |
| ------ | ------ | ------ |
| 13 330 | 13 741 | 13 940 |